# Barry Jenner
Barry Francis Jenner (14. ledna 1941 Filadelfie, Pensylvánie – 8. srpna 2016 Los Angeles) byl americký herec.
První role v televizi dostal v polovině 70. let 20. století v denních seriálech Somerset a Another World. V průběhu 80. letech hrál např. v seriálech Knots Landing, V, Dallas, Hotel, Síla rodu nebo Matlock. Po roce 1990 působil v seriálu Family Matters či hostoval v seriálech Walker, Texas Ranger a JAG. Ve sci-fi seriálu Star Trek: Stanice Deep Space Nine hrál viceadmirála Williama Rosse, objevil se ve 12 epizodách.
Zemřel ve věku 75 let na akutní myeloidní leukemii.